# Túnel J
El túnel J es un ramal técnico que forma parte de la red subterránea del Metro de Porto, en la ciudad de Porto, en Portugal. Une el Túnel de Lapa, (donde circulan las Líneas A, B, C, Y y F), con la estación subterránea de Trindade (Línea D). Es usado solo por composiciones fuera de servicio, pues su objetivo es hacer la transferencia de las mismas entre las líneas A, B, C, Y y F y la línea D y viceversa. El túnel con 274 metros de extensión fue construido entre diciembre de 2002 y mayo de 2003.
- Datos: Q10386025